# Organické sloučeniny rhodia

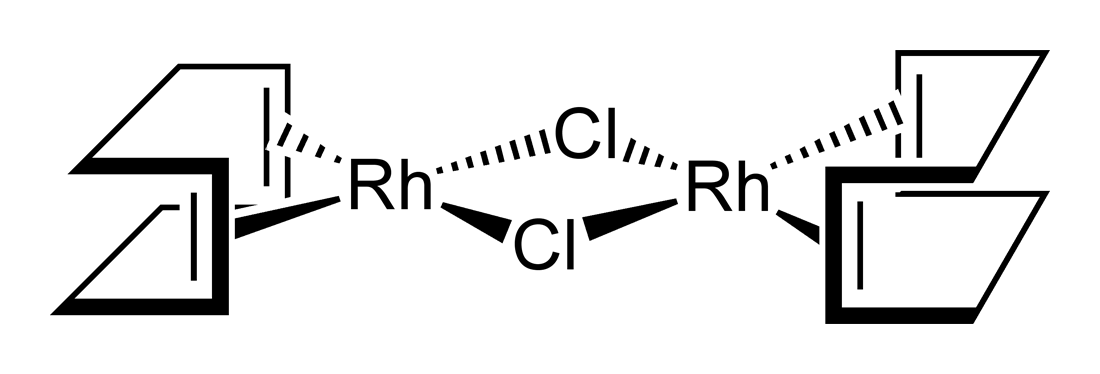
Dimer cyklooctadienrhodiumchloridu

Organické sloučeniny rhodia jsou organokovové sloučeniny obsahující vazby mezi atomy rhodia a uhlíku; hlavní využití mají jako katalyzátory organických reakcí.
Stabilní organorhodiové sloučeniny i přechodné organorhodiové meziprodukty slouží jako katalyzátory hydroformylace, hydrogenace a izomerizace alkenů

## Rozdělení podle oxidačních čísel
Organokovové sloučeniny rhodia mají podobné vlastnosti jako odpovídající sloučeniny iridia, organokovovým sloučeninám kobaltu se podobají méně. Rhodium se může vyskytovat v oxidačních číslech od −III do +V, nejčastěší je RhI a RhIII. Rhodné sloučeniny (s konfigurací d8) obvykle mají rovinné čtvercové nebo trigonálně bipyramidové geometrie, rhodité (d6) jsou většinou oktaedrické.

### Rh0
Komplexy rhodia v oxidačním čísle 0 jsou binární karbonyly, jako příklad lze uvést dodekarbonyl tetrarhodia, Rh4(CO)10, a hexadekakarbonyl hexarhodia, Rh6(CO)16. Tyto sloučeniny lze získat redukční karbonylací rhoditých solí nebo Rh2Cl2(CO)4. Na rozdíl od obdobného Co2(CO)8 je Rh2(CO)8 velmi nestálý.

### RhI
Rhodné komplexy jsou významnými homogenními katalyzátory. Takto se využívají například bis(trifenylfosfin)rhodiumkarbonylchlorid, dimery chlorobis(ethylen)rhodia, cyklooctadienrhodiumchloridu a chlorobis(cyklookten)rhodia, dikarbonyl(acetylacetonáto)rhodium(I) a rhodiumkarbonylchlorid. K významným katalyzátorům patří i Wilkinsonův katalyzátor (RhCl(PPh3)3), jenž podle definice nepatří mezi organokovové sloučeniny. Jednoduché alkenové komplexy, dimery chlorobis(ethylen)rhodia, chlorobis(cyklookten)rhodia a cyklooktadienrhodia, se často používají jako zdroje „RhCl“, přičemž se využívá nestálost alkenových ligandů a jejich snadné odstranění hydrogenačnímí reakcemi. (η5-Cp)RhL2 se připúravuje z Rh2Cl2L4 (L = CO, C2H4).

### RhII
Na rozdíl od běžně se vyskytujících kobaltnatých komplexů jsou komplexy dvojmocného rhodia vzácné. Jako příklad sloučeniny lze uvést rhodocen, i když se vyskytuje v rovnováze s dimerem obsahujícím jednomocné rhodium. I když není organokovový, tak octan rhodnatý (Rh2(OAc)4) katalyzuje cyklopropanace přes organokovové meziprodukty. Rhodnaté porfyrinové komplexy reagují s methanem.

### RhIII
Rhodium bývá nejčastěji dodáváno v oxidačním čísle III, výchozím reaktantem je nejčastěji hydratovaný chlorid rhoditý, jenž reaguje s alkeny a oxidem uhelnatým za tvorby organokovových komplexů, přičemž často dochází k redukci na RhI. Existují také cyklopentadienylové komplexy rhodia, jako je polosendvičový dimer pentamethylcyklopentadienylrhodiumdichloridu.

### RhV
Sloučeniny RhV jsou obvykle nestabilní, ke stabilizaci se používají donorové ligandy – hydrid, silyl a boryl. Toto oxidační číslo se vyskytuje při borylacích.

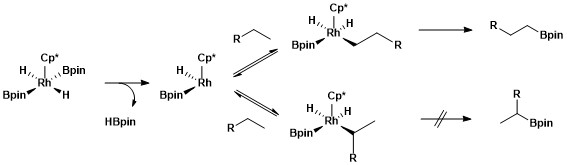
Rhodiem katalyzované borylace zahrnující rhodičné meziprodukty

### Metalocykly
Cyklometalované sloučeniny rhodia mají významnou roli v organokovové chemii. Přestože jsou takové sloučeniny dobře popsané, tak se rhodité cyklometaláty obsahující azoskupiny neobjevují běžně. Jako příklad lze uvést hexakoordinovaný orthometalovaný rhoditý thiolátokomplex trans-[Rh(C∧N∧S)Cl(PPh3)2], připravený z benzyl 2-(fenylazo)fenylthioetheru a RhCl3·3H2O za přítomnosti nadbytku PPh3, přičemž dochází ke štěpení vazeb C(sp2)−H a C(sp3)−S. Jedná se o první známý případ komplexu (fenylazo)thioátového ligandu. Mechanismus tvorby orthometalovaných derivátů azobenzenu spočívá v počáteční koordinaci azodusíku a následné elektrofilní substituci na fenylové jádro. PPh3 je pro štěpení vazeb C(sp3)−S nezbytný. U vazeb C−S probíhá redukční štěpení jednoelektronovým mechanismem. Na rozdíl od odpovídajících (fenylazo)fenolátových sloučenin jsou reakce orthometalovaných thiolátových komplexů plně vratné, se standardním elektrodovým potenciálem 0,82 V oproti Ag/AgCl, což je způsobeno hlavně atomem síry v thiolátové skupině.

## Použití
I přes vysokou cenu se rhodium často používá jako katalyzátor.

### Výroba kyseliny octové a jejího anhydridu
Monsanto proces je metoda průmyslové výroby kyseliny octové karbonylací methanolu, který byl ovšem z velké části nahrazen na iridiu založeným Cativa procesem.

Katalytický cyklus Monsanto procesu výroby kyseliny octové

Aktivním katalyzátorem je zde anion cis-[Rh(CO)2I2]−, který vstupuje do oxidační adice s jodmethanem. Podobný proces Tennessee-Eastman vytváří acetanhydrid karbonylací methylacetátu.
CH3CO2CH3 + CO → (CH3CO)2O

### Hydroformylace

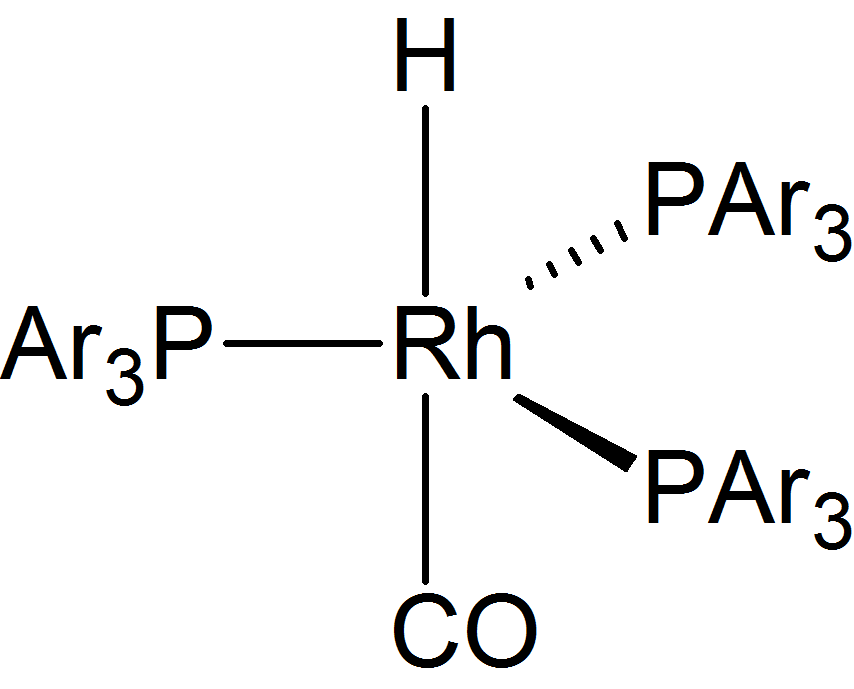
Na rhodiu založený katalyzátor hydroformylace; PAr_{3} = trifenylfosfin nebo jeho sulfonovaný analog TPPTS.

Při hydroformylacích se používají rhodiové katalyzátory; některé z nich jsou rozpustné ve vodě, což usnadňuje oddělení produktů od katalyzátoru.
{\displaystyle {\ce {{\overset {alken}{RHC=CH2}}+{CO}+H2->[{\ce {HRh(CO)(PPh3)3}}][{\text{hydroformylace}}]{\overset {aldehydy}{RCH2CH2CHO}}}}}

### Hydrogenace
Wilkinsonův katalyzátor se používá jako homogenní katalyzátor hydrogenací alkenů. Součástmi katalytického cyklu jsou oxidační adice vodíku, π-komplexace alkenu, migrační inserce (vnitromolekulární přesun hydridu nebo inserce alkenu) a redukční eliminace.
Kationtové organorhodné katalyzátory jsou vhodné pro asymetrické hydrogenace, používané na výrobu bioaktivních látek, například léčiv a agrochemikálií.

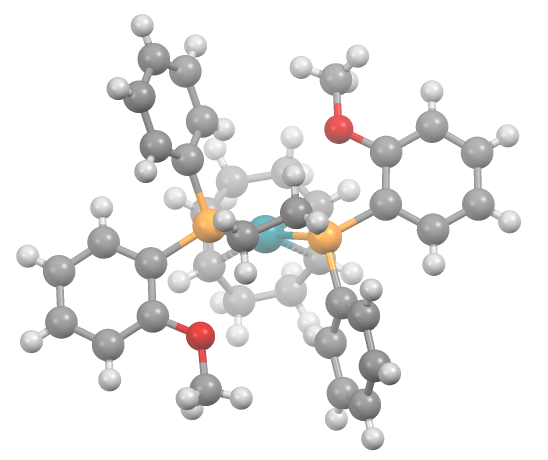
Struktura [Rh(DIPAMP)(cod)]^{+}, prekatalyzátoru asymetrických hydrogenací.

### Ostatní reakce
Organokovové sloučeniny rhodia mohou také katalyzovat redukci nitrobenzenu:
{\displaystyle {\ce {{\overset {nitrobenzen}{PhNO2}}+ {C6H6}+ 3CO ->[{\ce {Rh6(CO)16}}] {PhNHCOPh}+ {2CO2}}}}